# 圖伯 (加利福尼亞州)
圖伯（英語：Tuber）是位於美國加利福尼亞州莫多克縣的一個非建制地區。該地的面積和人口皆未知。

## 地理
圖伯的座標為41°56′13″N 121°17′05″W / 41.93694°N 121.28472°W，而該地的平均海拔高度為1241米（即4039英尺）。